# Mestiatjala
Mestiatjala (georgiska: მესტიაჭალა) ett vattendrag i Georgien. Det ligger i regionen Megrelien-Övre Svanetien, i den nordvästra delen av landet, 230 km nordväst om huvudstaden Tbilisi. Mestiatjala mynnar som högerbiflod i Mulchra.